# Новый международный экономический порядок
Новый международный экономический порядок (НМЭП) — набор экономических инициатив, направленных на преодоление «экономического колониализма».
Предложения изложены в «Декларации об установлении нового международного экономического порядка», принятой Генеральной Ассамблеей Организации Объединённых Наций 1 мая 1974 года. В ней признаётся, что нынешний международный экономический порядок «был установлен в то время, когда большинство развивающихся стран не существовали как независимые государства, и это увековечивает неравенство». На основе принципа «торговля, а не помощь» НМЭП призывает к изменениям в торговле, индустриализации, сельскохозяйственном производстве, финансах и трансфере технологий.

## История
Идея нового международного экономического порядка возникла из опыта деколонизации после Второй мировой войны. Деколонизированные страны получили политический суверенитет, но «почувствовали, что де-юре их политическая колонизация закончилась только для того, чтобы быть заменённой экономической колонизацией де-факто». Эта миссия по достижению более справедливой международной системы была мотивирована также увеличением неравенства в доле глобального национального дохода между развитыми и слаборазвитыми странами, которая более чем удвоилась с 1938 по 1966 год. С момента своего основания в 1964 году Конференция Организации Объединённых Наций по торговле и развитию (ЮНКТАД) вместе с ассоциированной Группой 77 и Движением неприсоединения являются центральным форумом для обсуждения НМЭП. Ключевые темы НМЭП включали как суверенное равенство, так и право на самоопределение, особенно когда речь идёт о суверенитете над природными ресурсами. Другой ключевой темой стала необходимость в новом торговом заказе на основе международных соглашений и общего фонда стабилизации цен на сырьевые товары. Реструктуризация международной торговли также является центральным средством улучшения условий торговли развивающихся стран, например, путём диверсификации экономики развивающихся стран за счёт индустриализации, интеграции экономик развивающихся стран в региональные блоки свободной торговли, такие как Карибское сообщество, снижения тарифов для развитых стран и других препятствий на пути свободной торговли, расширение общих торговых преференций и разработка других соглашений по снижению торговых барьеров. Эти предложения по реорганизации международной экономической системы также стремились реформировать Бреттон-Вудскую систему, которая приносит пользу ведущим государствам, и особенно США. В этом наборе предложений провозглашалось, что повышение темпов экономического развития и доли рынка среди развивающихся стран позволит бороться с глобальными проблемами, такими как голод и отчаяние, более эффективно, чем нынешнее внимание к благотворительности и помощи в целях развития. Эту пропаганду среди стран Движения неприсоединения можно также рассматривать как продолжение движения за деколонизацию, которое присутствовало во многих развивающихся странах в то время. С этой точки зрения политическая и экономическая справедливость воспринималась как показатель для измерения успеха движений за независимость и завершения процесса деколонизации.
В 1974 году Генеральная Ассамблея Организации Объединённых Наций приняла Декларацию об установлении нового международного экономического порядка вместе с сопутствующей программой действий и формализовала эти настроения среди национальных государств. Спустя несколько месяцев Генеральная Ассамблея ООН приняла Хартию экономических прав и обязанностей государств. С тех пор было много встреч для реализации НМЭП. В 2018 году Генеральная Ассамблея Организации Объединённых Наций приняла резолюцию «На пути к новому международному экономическому порядку», в которой подтвердила «необходимость продолжения работы в направлении нового международного экономического порядка, основанного на принципах справедливости, суверенного равенства, взаимозависимости, общих интересах, сотрудничестве и солидарности между всеми государствами».

## Основные принципы и реформы
Основными принципами НМЭП являются:
1. Суверенное равенство всех государств при невмешательстве в их внутренние дела, их эффективное участие в решении мировых проблем и право создавать свои собственные экономические и социальные системы;
2. Полный суверенитет каждого государства над своими природными ресурсами и другой экономической деятельностью, необходимой для развития, а также регулирование транснациональных корпораций;
3. Справедливое и равноправное соотношение между ценами на сырьё и другие товары, экспортируемые развивающимися странами;
4. Укрепление двусторонней и многосторонней международной помощи для содействия индустриализации в развивающихся странах посредством, в частности, предоставления достаточных финансовых ресурсов и возможностей для передачи соответствующих методов и технологий[6].

Основные реформы, требуемые для НМЭП:
1. Пересмотр правил международной торговли, особенно правил, касающихся сырья, продуктов питания, системы преференций и взаимности, товарных соглашений, транспортировки и страхования;
2. Реформа международной валютной системы и других механизмов финансирования для приведения их в соответствие с потребностями развития;
3. Финансовые стимулы для передачи технологий и помощь проектам индустриализации в развивающихся странах. Этот пункт важен для диверсификации экономики, которая во времена колонизации была сосредоточена на очень ограниченном диапазоне сырьевых ресурсов.
4. Содействие сотрудничеству между странами Южного полушария с целью большей индивидуальной и коллективной автономии, более широкого участия и более активного участия в международной торговле[6]. Это сотрудничество называется экономическим сотрудничеством между развивающимися странами, которое заменяет колониальную зависимость новыми взаимоотношениями, основанными на торговле, производстве и рынках для строительства коллективной самообеспеченности.

## Наследие
Наследие НМЭП неоднозначно. Были реализованы некоторые части НМЭП, такие как неправовой, необязательный к исполнению Кодекс ограничительной деловой практики, принятый в 1980 году, и Общий фонд для сырьевых товаров, который вступил в силу в 1989 году. Кроме того, во Всемирной торговой организации констатируют: "Осуществление Нового международного экономического порядка стало толчком для поддержки развивающимися странами Токийского раунда торговых переговоров. Принятие Декларации 1974 г. и гораздо более поздней резолюции «На пути к новому международному экономическому порядку» сохраняет видимость идей НМЭП на политической арене.
Некоторые считают НМЭП провалом. Например, провал предложений НМЭП способствовал формулированию «права на развитие» в 1986 году. Начиная с 1980-х годов, Бреттон-Вудская система будет заменена Вашингтонским консенсусом и экономической глобализацией на условиях, которые часто называют неолиберальными. Экономический охват транснациональных корпораций, вместо того, чтобы быть ограниченным, был значительно расширен. Торговля сырьевыми товарами перешла от государственных картелей к рынкам, которые становятся все более финансовыми биржами. Создание Всемирной торговой организации и распространение соглашений о свободной торговле потребуют снижения торговых барьеров, как правило, на строго взаимных условиях.
Правительство США почти сразу отвергло НМЭП. Американские неоконсерваторы и либертарианцы, оказывающие значительное влияние на внешнюю политику США, раскритиковали НМЭП. Они полагают, что предлагаемый эгалитаризм требует авторитарного централизованного планирования для перераспределения ресурсов, что будет активно угрожать мировой мощи США. Что касается механизмов распределения ресурсов, Хаггард и Симмонс заявили, что:
Режимы могут поддерживать различные социальные механизмы распределения ресурсов. Ориентированный на рынок режим поддерживает частное распределение ресурсов, препятствует национальному контролю, гарантирует права собственности и способствует заключению частных контрактов. . . . С другой стороны, авторитетное распределение предполагает прямой контроль над ресурсами со стороны властей режима и потребует более обширных и потенциально автономных организационных структур. Примером может служить роль МВФ в режиме финансирования платёжного баланса. . . . Практически все дебаты НМЭП были сосредоточены на механизмах распределения, при этом страны Южного полушария, как правило, отдавали предпочтение авторитарным моделям государственной власти.
Экономист Гарри Джонсон раскритиковал НМЭП за использование централизованного планирования и монополии власти, которая приводит к расхищению национального богатства. По его мнению, установление цен на сырьё выше их естественного уровня обычно снижает потребление и, таким образом, разоряет производителей, а регулирование цен обычно даёт дополнительный доход тем, кто контролирует, кому разрешено производить, например, правительствам или землевладельцам. Президент Рональд Рейган принял эти призывы к рыночной внешней политике на саммите Север-Юг в Канкуне в 1981 году, где, по словам историка Майкла Франчака, «Рейган пообещал присутствующим главам государств, что частные инвестиции и свободные рынки являются самым надёжным средством».